# Yves Rossy

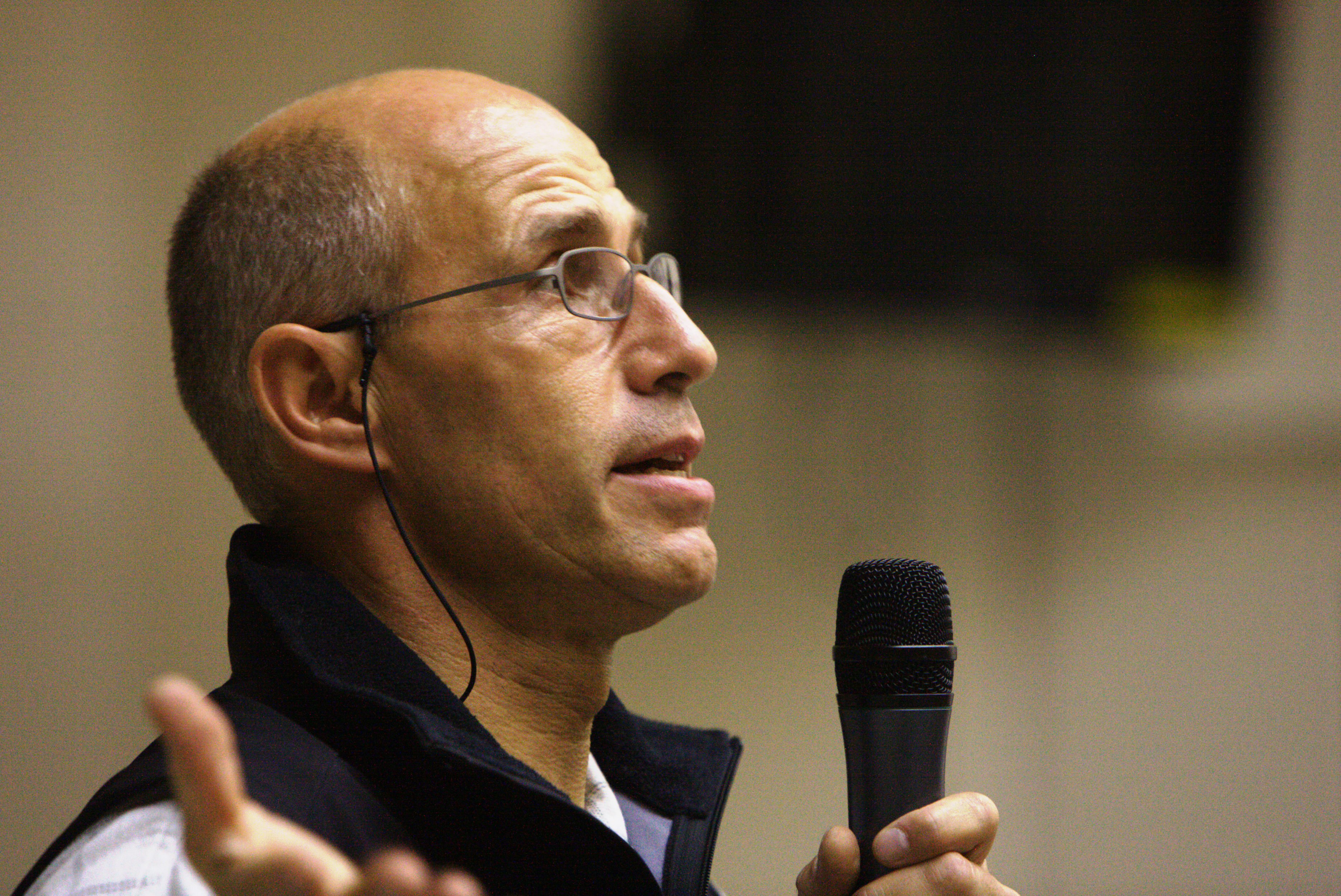
Yves Rossy

Yves Rossy (sinh 27 tháng 8 năm 1959 tại Neuchâtel) là một phi công, nhà phát minh và đam mêm hàng không người Thụy Sĩ. Ông có biệt danh Người hỏa tiễn và Người dung hợp vì là người đầu tiên bay lượn bằng cánh gắn ống phản lực với cánh cột trên lưng. Ông là cựu phi công chiến đấu của Lực lượng Không quân Thụy Sĩ.
Ông Rossy bay lần đầu vào tháng 5 năm 2008, thực hiện mấy vòng trên rặng núi Anpơ trước khi hạ cánh gần hồ Genève và eo biển Manche, bằng cánh gắn ống phản lực. Vào tháng 9 năm 2008, ông bay qua biển Manche, từ Calais, Pháp, đến Dover, Anh. Tháng 11 năm 2009, ông bay 'liên lục địa,' từ mỏm ở Bắc Phi sang mỏm ở phía Nam Âu.
Rossy chọn ra bốn địa điểm khởi hành khác nhau dọc theo bờ biển Maroc để sử dụng tùy theo điều kiện thời tiết. Rossy thực hiện chuyến bay với bộ cánh tự chế dài khoảng 2,5 mét gắn vào lưng và đẩy bởi bốn động cơ chạy bằng dầu hỏa. Một chiếc phi cơ nhỏ trước hết đưa ông lên đến cao độ 1.950 mét, và ông Rossy nhảy ra rồi cất cánh bay. Chuyến biểu diễn lần này của ông được gọi là chuyến bay đầu tiên của một người qua lục địa, dùng cánh có ống phản lực. Lần bay này của ông được coi là nguy hiểm vì ở cao độ gió mạnh có thể thổi hai chiều cùng một lúc. Gió mạnh là sự lo ngại chính - Rossy dự định hoàn tất chuyến bay kéo dài 13 phút từ Tangier, Maroc sang Atlanterra, Tây Ban Nha, với khoảng cách chừng 38 cây số và chấm dứt bằng việc nhảy dù xuống bờ biển. Nhưng do gió mạnh và các đám mây, Rossy lạc ra biển, và được đón trễ 10 phút bởi trực thăng hỗ trợ của mình 3 dặm từ bờ biển Tây Ban Nha.
Tiếp theo, Rossy dự định sẽ bay qua Grand Canyon ở Arizona, Hoa Kỳ.